# 카키아게

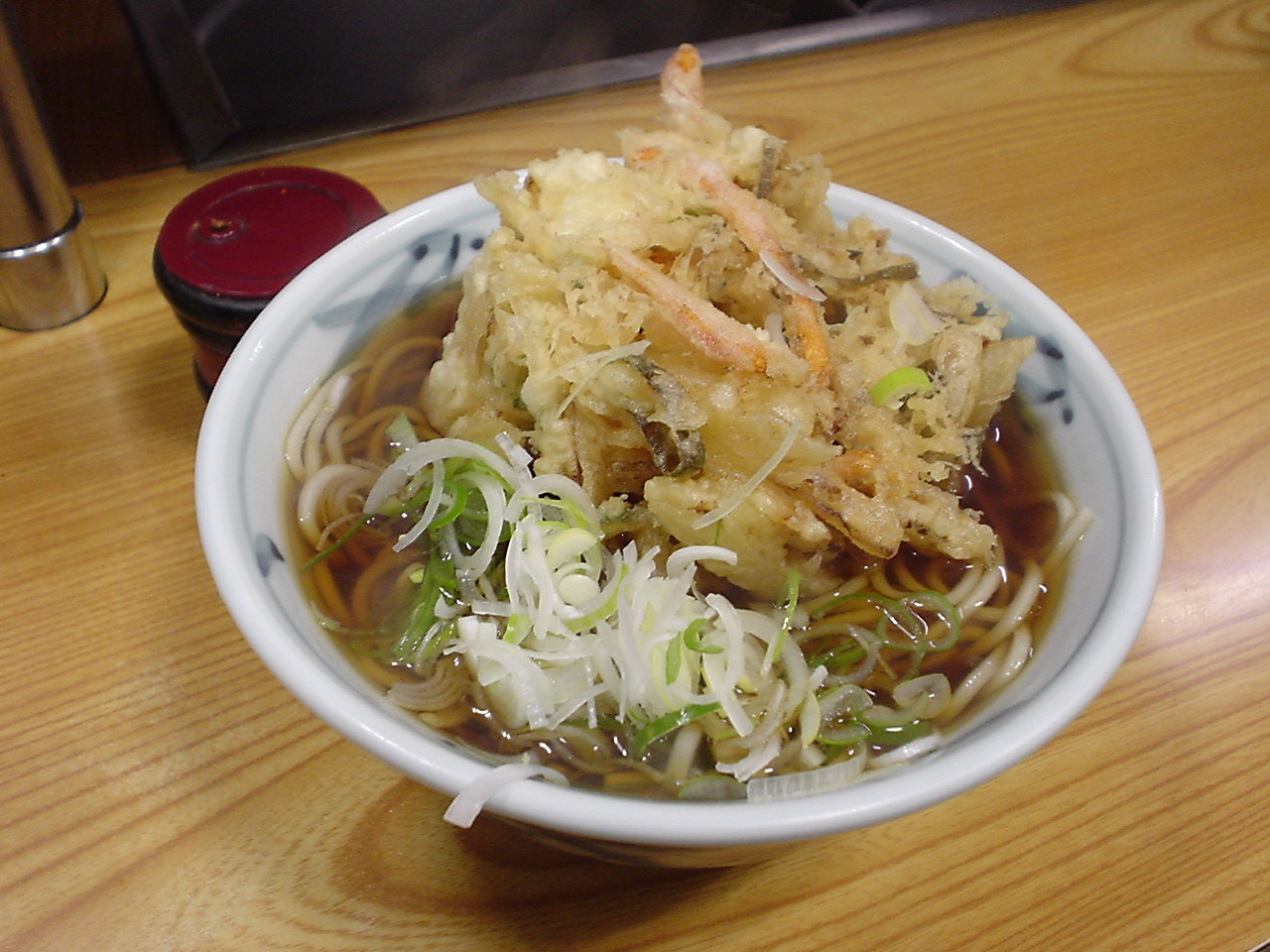
덴뿌라소바의 고명으로 올라간 카키아게.

카키아게(일본어: 掻き揚げ)는 덴뿌라의 일종이다. 작고 길게 자른 어패류, 야채 등을 밀가루 튀김옷을 묻혀 식용유에 튀긴 것이다.

## 같이 보기
- 일본 요리